# Provinz Namibe
Namibe ist eine Provinz des afrikanischen Staates Angola. Unter portugiesischer Kolonialverwaltung lautete ihr portugiesischer Name Moçâmedes (auch Mossâmedes geschrieben).
Der heutige Name der Provinz ist von der Wüste Namib abgeleitet, die ganz überwiegend in Namibia liegt, deren nördlichster Teil sich jedoch in die Provinz Namibe hinein erstreckt. Die Provinz ist bekannt für die dort häufig zu findenden Welwitschien (Welwitschia mirabilis) sowie für die Felsbilder von Tchitundo-Hulo. Im Norden der Provinz liegt die Serra da Neve.
Die Namibebahn quert die Provinz. Knapp zehn Kilometer westlich der Küste liegt die Tigerinsel.

## Verwaltung
Die Provinz Namibe hat eine Fläche von 58.137 km². Hauptstadt der Provinz ist die gleichnamige Stadt Moçâmedes. Eine weitere bedeutende Stadt ist Tômbua oder Tómbwa (früher Porto Alexandre).
Die Provinz ist in fünf Kreise (Municípios) aufgeteilt, die sich weiter in 21 Gemeinden (Comunas) gliedern.
Die Kreise der Provinz Namibe:
- Bibala
- Camacuio
- Moçâmedes
- Tômbua
- Virei

## Bevölkerung
Der Zensus 2014 ergab eine Bevölkerungszahl von 495.326, die Schätzung für 2019 beträgt 588.400 Einwohner. Die Wüste ist, wenn auch spärlich, bewohnt von Herero-Gruppen (vaKuval, Ova-Himba) und kleinen Khoisan-Gruppen (Kwisi, Kwepe).

## Wirtschaft
Vor der Küste werden Erdölvorkommen vermutet. Im Jahr 2019 begann das US-Unternehmen ExxonMobil mit der Erkundung dieser submarinen Lagerstätten. An mineralischen Rohstoffen gibt es Vorkommen von Kupfer-, Mangan-, Chrom- und Zinnerzen. Es wird Land- und Viehwirtschaft betrieben.

## Tchitundo-Hulo
Die prähistorischen Felsbilder und Petroglyphen von Tchitundo-Hulo gehören zum bedeutendsten Kulturerbe Angolas. Der mehrere tausend Zeichnungen umfassende Komplex befindet sich am Rande der Wüste nahe Capolopopo (Município Virei), 137 km östlich von Moçamedes. Sie werden auf ein Alter zwischen 2000 und 4000 Jahren geschätzt und wurden vom Volk der Cuissis angelegt, die hier vor der Ankunft der Bantu lebten. Sie bedecken die beiden Granithügel Tchitundo-Hulo Mulume und Tchitundo-Hulo Mucai, die einen Kilometer auseinander liegen. Weitere sind auf den Felsen Pedra da Lagoa und Pedra das Zebras zu finden. Sie erweckten Mitte des 20. Jahrhunderts die Aufmerksamkeit der Wissenschaftler. Im Jahr 1952 begann der portugiesische Geologe Camarate França mit seiner Arbeit vor Ort, zwei Jahre später katalogisierte der deutsche Ethnologe Hermann Baumann die Felsgravuren und -bilder von Tchitundo-Hulo Mulume und entdeckte Tchitundo-Hulo Mucai. Die rund 2000 Gravuren von Tchitundo-hulo Mulume bestehen aus geometrischen Designs, gerade Linien und konzentrische Kreise, die Sterne darstellen sollen. Es wurden nur sechs erkennbare Abbildungen von Tieren entdeckt, drei Antilopen, ein Schakal und zwei Schlangen. Es wurden bisher noch keine anthropomorphische Darstellungen gefunden.